# Saint-Quentin-sur-Sauxillanges
Saint-Quentin-sur-Sauxillanges è un comune francese di 106 abitanti situato nel dipartimento del Puy-de-Dôme nella regione dell'Alvernia-Rodano-Alpi.

## Società

### Evoluzione demografica
Abitanti censiti